# Georg Pelzer
Georg Pelzer (* 1985 in Lahnstein) ist ein deutscher Filmregisseur, Drehbuchautor und Filmproduzent. Sein Spielfilmdebüt Fluten wurde auf den Internationalen Hofer Filmtagen uraufgeführt.

## Leben
Georg Pelzer absolvierte sein Studium der Medienkunst an der Bauhaus-Universität Weimar. Neben dem Studium war er für mehrere Produktionen als Regieassistent am Deutschen Nationaltheater Weimar tätig. Seine Kurzfilme Déjà-vu und Neverland Now liefen auf zahlreichen nationalen und internationalen Filmfestivals und wurden mehrfach ausgezeichnet.
Im Oktober 2019 hatte Georg Pelzers Debütspielfilm Fluten seine Uraufführung bei den 53. Internationalen Hofer Filmtagen.

## Filmografie
- 2010: Aufnahmeprüfung (Kurzfilm)
- 2012: Déjà-vu (Kurzfilm)
- 2015: Neverland Now (Kurzfilm)
- 2019: Fluten